# 2024年トマス杯の日本代表チーム
2024年トマス杯の日本代表チーム（Japan national badminton team at the Thomas Cup 2024）は、2024年トマス杯における日本の代表チーム。
日本代表チームは、桃田賢斗、古賀輝、齋藤太一の3名の代表引退の大会として挑む。結果は準々決勝敗退となり、メダル獲得にはならなかった。
第1シングルスの奈良岡功大が体調不良のため、予選3回戦以降は西本拳太が第1シングルスとして出場した。

## シングルス
- 奈良岡功大 (世界ランク5位)
1戦1勝
- 西本拳太 (世界ランク11位)
3戦2勝
- 渡邉航貴 (世界ランク22位)
4戦3勝
- 桃田賢斗 (世界ランク52位)
3戦3勝

## ダブルス
- 保木卓朗 (世界ランク6位)
3戦3勝
- 小林優吾 (世界ランク6位)
3戦3勝
- 古賀輝 (世界ランク16位)
3戦2勝
- 齋藤太一 (世界ランク16位)
3戦2勝
- 三橋健也 (世界ランク24位)
2戦2勝
- 岡村洋輝 (世界ランク24位)
2戦2勝